# Zanthoxylum spinosum
Zanthoxylum spinosum är en vinruteväxtart. Zanthoxylum spinosum ingår i släktet Zanthoxylum och familjen vinruteväxter.

## Underarter
Arten delas in i följande underarter:
- Z. s. domingense
- Z. s. hartii
- Z. s. jamaicense
- Z. s. spinosum
- Z. s. venosum